# 고카촌 (후쿠시마현)
고카촌(五箇村)은 후쿠시마현 니시시라카와군에 일찍이 존재했던 촌이다.

## 지리
- 현재의 시라카와시, 구 시라카와시 서부에 위치한다.

## 역사
- 1889년 4월 1일 - 정촌제 시행에 의해 6촌이 합병해 니시시라카와군 고카촌이 성립하였다.
- 1955년 3월 1일 - 시라카와시에 편입해 소멸하였다.

## 인구
- 1891년 2,760
- 1920년 2,618
- 1947년 3,396

## 참고문헌
- 角川日本地名大辞典編纂委員会『角川日本地名大辞典 7 福島県』、角川書店、1981年 ISBN 4040010701
- 日本加除出版株式会社編集部『全国市町村名変遷総覧』、日本加除出版、2006年、ISBN 4817813180